# Macrocera nigricoxa
Macrocera nigricoxa is een muggensoort uit de familie van de Keroplatidae. De wetenschappelijke naam van de soort is voor het eerst geldig gepubliceerd in 1863 door Winnertz.